# St Paul's Cray
St Paul's Cray est une zone anglaise située au sud-est de Londres, dans le borough londonien de Bromley.